# Comté de Marquette (Michigan)
Pour les articles homonymes, voir Comté de Marquette.
Le comté de Marquette (Marquette County en anglais) est situé dans le centre de la péninsule supérieure de l'État du Michigan. Le comté est nommé en l'honneur de Jacques Marquette, l'explorateur et missionnaire français. Son siège est à la ville de Marquette. Sa population, selon le recensement de 2000, est 64 634. Selon la superficie, le comté de Marquette est le plus grand comté de Michigan. Il est aussi le comté le plus peuplé de la péninsule supérieure.

## Géographie
Le comté a une superficie de 8 871 km², dont 4 176 km² sont de terre. Les montagnes de Huron se trouvent dans le comté.

### Comtés adjacents
- Comté d'Alger (est)
- Comté de Delta (sud-est)
- Comté de Menominee (sud)
- Comté de Dickinson (est)
- Comté d'Iron (sud-ouest)
- Comté de Baraga (ouest)

## À noter

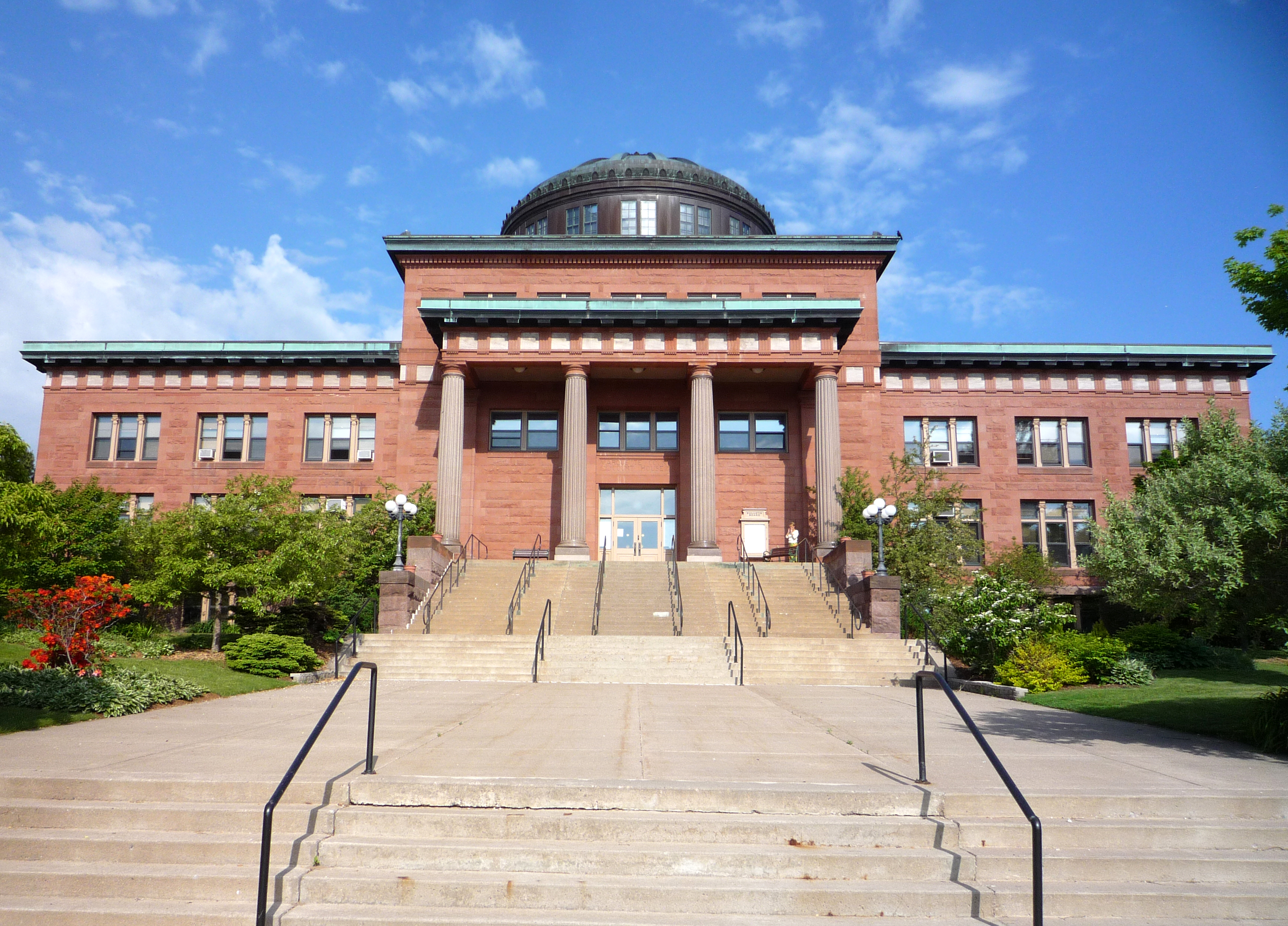
Marquette County Courthouse.

Autopsie d'un meurtre (1959), le film d’Otto Preminger, a été tourné principalement dans le comté de Marquette. Il relate un fait divers s’étant produit dans la région.